# Eric Zipper
Éric Zipper est un chef d'entreprise français, spéléologue, secouriste et président de l'ONG Corps mondial de secours. Il a notamment participé et dirigé des opérations de sauvetage en Thaïlande après le tsunami de 2004, en Haïti en 2010, aux Philippines en 2013, au Népal en avril 2015, dans le Var en 2020 et en Ukraine en 2022.

## Biographie
Éric Zipper naît le 24 août 1964 à Lausanne (Suisse). Après des études en restauration, il exerce en tant que manager de restaurant, en France et en Californie, à Monterey. En 1988, il décide de changer de voie et devient directeur éditorial de la maison d'édition SAEP, spécialisée dans le livre pratique et basée à Ingersheim, dans le Haut-Rhin. Il reste à ce poste jusqu'en 2013. Cette même année, Éric Zipper fonde deux entreprises, liées à ses domaines d'expertise et ses passions :
- BAOBAB conseil - une société qui propose, grâce aux 25 années d’expérience d’Éric Zipper en tant que directeur éditorial, des services de conseil en communication et en édition.

- REDBOX Sécurité[3]- une entreprise spécialisée dans le conseil, la formation, l’accompagnement, l’expertise, dans les domaines du secours en milieu difficile et de la gestion de crise. Dans ce cadre, Éric Zipper anime de nombreuses conférences où le management en situation de crise est mis en parallèle avec la gestion humaine en entreprise.

Éric Zipper est également formateur dans le domaine du secours et de l’opérationnel. Il dispense des formations en gestion et communication de crise, aussi bien en France qu’à l'étranger. Il est aussi moniteur national de secours et formateur pour différentes spécialisations : SST, artificier, risques chimiques[source insuffisante], travaux en hauteur et en milieux confinés, ATEX…

## Vie associative
Parallèlement à sa vie professionnelle, Éric Zipper mène une vie associative consacrée principalement au secours. Il pratique la spéléologie depuis 1989 et s'est engagé en tant que bénévole auprès de différentes associations de sauvetage.
Depuis 1994, il est conseiller technique du Spéléo Secours Français (commission de la Fédération Française de Spéléologie - FFS) auprès du préfet du Haut-Rhin. Il a rejoint la direction nationale du Spéléo Secours Français de 2001 à 2009 et en a été le président de 2004 à 2008. 
De 2000 à 2009, il a été à la tête du Comité départemental de spéléologie du Haut-Rhin . Éric Zipper est également chef de poste secours en montagne à la Fédération Française de Sauvetage et de Secourisme (depuis 2004), expert à la Protection Civile du Bas-Rhin (depuis 2011), expert des sapeurs-pompiers du Haut-Rhin (depuis 2011) et, depuis 2012, il occupe la présidence de l’ONG Corps mondial de secours-USAR.
Depuis 2020, Éric Zipper a notamment participé :
- à des missions liées au COVID-19 : évacuations par TGV, opération CHARDON, renforts SAMU, soutien aux hôpitaux…,
- aux secours et au soutien à la population de la vallée de la Roya, à la suite de la tempête Alex, en octobre 2020,
- et à l’aide en matériel médical et de première nécessité à destination de l’Ukraine, en 2022.

## Distinctions
- Chevalier de l'ordre national du Mérite (novembre 2011)
- Médaille de bronze pour Acte de Courage et de Dévouement (juin 2011)[10]
- Médaille de la sécurité intérieure (février 2014)
- Médaille d’argent de la jeunesse et des sports (janvier 2014)
- Médaille de l'Assemblée nationale (2023)

Depuis mai 2022, Éric Zipper est membre du Rotary Club de Colmar.
Depuis avril 2023, il est conférencier TedX.